# Vilaverdense FC SAD
Der Länk FC Vilaverdense ist ein portugiesischer Fußballverein aus Vila Verde im Norden des Landes.

## Geschichte
1953 wurde der Vilaverdense FC gegründet. Anfang der 1980er Jahre spielte die Männermannschaft zeitweise in der Terceira Divisão, ehe sie wieder nur im regionalen Fußball antrat. Ende der 1990er Jahre gelang die Rückkehr in die nun viertklassige Spielklasse und 2004 mit dem Aufstieg in die Segunda Divisão B die Rückkehr in die Drittklassigkeit. Hier hielt sich die Mannschaft bis zum erneuten Abstieg zwei Spielzeiten und rutschte wieder in den regionalen Bereich, ehe sie als Fahrstuhlmannschaft in den folgenden Jahren regelmäßig zwischen viertem und fünftem Spielniveau wechselte. 2012 stieg der Klub erneut in die dritte Liga auf und qualifizierte sich im folgenden Jahr für die Campeonato Nacional de Seniores als neuer dritthöchste Spielklasse. 2018 verpasste er erst in den Aufstiegsspielen gegen CD Mafra den Sprung in die Segunda Liga, im folgenden Jahr kam es zum Absturz in die Viertklassigkeit.
2020 änderte der Klub seine Rechtsform in eine Sportaktiengesellschaft, anschließend übernahm die kanadische Länk Football Group 90 % der Anteile. Der Klub stieg in die nun Campeonato de Portugal umbenannte dritte Liga auf, die jedoch nach einer Ligareform mit der Gründung der Liga 3 im Folgejahr zurückgestuft wurde. Als Staffelsieger qualifizierte sich die Mannschaft für die Aufstiegsspiele zur Liga 3, in der sie sich als Tabellenzweite hinter USC Paredes aufgrund des besseren direkten Vergleichs gegenüber dem punktgleichen Leça FC durchsetzte. Als Aufsteiger platzierte sich der Klub hinter dem FC Felgueiras 1932 als Vizemeister und erreichte damit auch hier die Aufstiegsspiele. Aufgrund des schlechteren direkten Vergleichs gegenüber Belenenses Lissabon verpasste er dort den direkten Aufstieg, in den anschließenden Play-offs setzte er sich jedoch gegen die Reservemannschaft von Sporting Braga und B-SAD durch und stieg in die Segunda Liga auf.
Die Frauenmannschaft des Länk FC Vilaverdense stieg 2021 in das Campeonato Nacional de Futebol Feminino auf, der höchsten portugiesischen Liga.
2024 beendete der Verein die Kooperation mit Länk und änderte den Vereinsnamen offiziell zu Vilaverdense FC SAD, allgemein blieb der Verein unverändert als FC Vilaverdense bekannt. Als Ersatz für Länk konnte ein neuer brasilianisch-japanischer Investor gewonnen werden, der bisher Haupteigentümer des SC Praiense auf den Azoren war.